# ان‌جی‌سی ۵۲۲۳
ان‌جی‌سی ۵۲۲۳ (انگلیسی: NGC 5223) نام یک کهکشان در صورت فلکی تازی‌ها است.